# Премия «Грэмми» за лучшую песню, написанную для визуальных медиа
Премия «Грэмми» за лучшую песню, написанную для визуальных медиа (англ. Grammy Award for Best Song Written for Visual Media) (включая её предыдущие названия) — это премия Грэмми, присуждаемая песням, написанным для фильмов, телевидения, видеоигр или других визуальных медиа. На протяжении многих лет когда категория была присуждена, с 1988 года премия несколько раз меняла название:

## История
- 1988—1999: Премия «Грэмми» за лучшую песню, написанную специально для кино или телевидения (англ. The Grammy Award for Best Song Written Specifically for a Motion Picture or for Television)
- 2000—2011: Премия «Грэмми» за лучшую песню, написанную для кино, телевидения или других визуальных медиа (англ. The Grammy Award for Best Song Written for a Motion Picture, Television or Other Visual Media)
- 2012-настоящее: Премия «Грэмми» за лучшую песню, написанную для визуальных медиа (англ. The Grammy Award for Best Song Written for Visual Media)

Награда присуждается композитору(ам) победившей песни, а не исполнителю(ям) (за исключением случаев, когда исполнитель также является композитором).

## Многократные победители и номинанты
Алан Менкен имеет наибольшее количество побед (5 раз). После него Рэнди Ньюман имеет 3 победы, в то время как Джеймс Хорнер, Ховард Эшман, Ти Боун Бернетт, Леди Гага, Лин-Мануэль Миранда, Билли Айлиш и Финнеас О'Коннелл имеют по 2 победы каждый. Алан Менкен и Леди Гага — единственные исполнители, которые выиграли эту категорию в последовательные годы.
Дайан Уоррен имеет наибольшее количество номинаций с 10, за ней следуют Алан Менкен с 9, Рэнди Ньюман с 7, Бэбифейс с 6, Кристен Андерсон-Лопес, Ховард Эшман, Бейонсе, Леди Гага, Джеймс Хорнер, Роберт Лопес, Стивен Шварц и Тейлор Свифт с 4 каждый.
Стинг и Бейонсе — самые номинированные исполнители без побед (номинированы 3 раза). Бэбифейс был исполнителем с большим количеством номинаций за один год и тремя номинациями в 1997 году, но не смог выиграть награду в этом году. Версия 2018 года «Звезда родилась» — первый фильм, который был номинирован и выиграл 2 года подряд.

## Получатели
| Год  | Автор(ы) песни                                       | Кино/Телевидение                            | Песня                               | Номинанты | Пр.           |
| ---- | ---------------------------------------------------- | ------------------------------------------- | ----------------------------------- | --- | ------------- |
| 1988 | Джеймс Хорнер Барри Манн Синтия Вайль                | Американский хвост                          | «Somewhere Out There»               | - Детективное агентство «Лунный свет» – Эл Джерро и Ли Холдридж за «Moonlighting» - Грязные танцы – Фрэнк Превит, Джон ДеНикола и Дональд Марковиц за «(I’ve Had) The Time of My Life» - Манекен – Дайан Уоррен и Альберт Хаммонд за «Nothing’s Gonna Stop Us Now» - Кто эта девчонка? – Патрик Леонард и Мадонна за «Who’s That Girl» | [ 1 ]         |
| 1989 | Фил Коллинз Ламон Дозье                              | Бастер                                      | «Two Hearts»                        | - Летние Олимпийские игры 1988 – Альберт Хаммонд и Джон Беттис за «One Moment in Time» - Яркие огни, большой город – Дональд Фейген за «Century's End» - Коктейль – Майк Лав, Терри Мелчер, Джон Филлипс и Скотт МакКензи за «Kokomo» - Клич свободы – Джордж Фентон и Джонас Гвангва за «Cry Freedom» | [ 2 ]         |
| 1990 | Карли Саймон                                         | Деловая девушка                             | «Let the River Run»                 | - Бэтмен – Prince за «Partyman» - Родители – Рэнди Ньюман за «I Love to See You Smile» - Ширли Валентайн – Алан и Мэрилин Бергман и Марвин Хэмлиш за «The Girl Who Used to Be Me» - U2: Rattle and Hum – U2 за «Angel of Harlem» | [ 3 ]         |
| 1991 | Алан Менкен Ховард Эшман                             | Русалочка                                   | «Under the Sea»                     | - Дик Трейси – Стивен Сондхайм за «More» - Дик Трейси – Стивен Сондхайм за «Sooner or Later» - Русалочка – Ховард Эшман и Алан Менкен за «Kiss the Girl» - Молодые стрелки 2 – Джон Бон Джови за «Blaze of Glory» | [ 4 ]         |
| 1992 | Роберт Джон «Матт» Ланг Майкл Кэймен Брайан Адамс    | Робин Гуд: Принц воров                      | «(Everything I Do) I Do It for You» | - Один дома – Джон Уильямс и Лесли Брикасс за «Somewhere in My Memory» - Тропическая лихорадка – Стиви Уандер за «Gotta Have You» - Подмена – Лайл Ловетт за «You Can’t Resist It» | [ 5 ]         |
| 1993 | Ховард Эшман Алан Менкен                             | Красавица и Чудовище                        | «Beauty and the Beast»              | - Их собственная лига – Кэрол Кинг за «Now and Forever» - Смертельное оружие 3 – Майкл Кэймен, Стинг и Эрик Клэптон за «It’s Probably Me» - Короли мамбо – Роберт Крафт и Арн Глимчер за «Beautiful Maria of My Soul» - Кайф – Эрик Клэптон и Уилл Дженнингс за «Tears in Heaven» | [ 6 ]         |
| 1994 | Алан Менкен Тим Райс                                 | Аладдин                                     | «A Whole New World»                 | - Аладдин – Алан Менкен и Ховард Эшман за «Friend Like Me» - Телохранитель – Дэвид Фостер и Линда Томпсон за «I Have Nothing» - Телохранитель – Аллан Дэннис Рич и Джад Фридман за «Run to You» - На что способна любовь – Стив ДюБерри, Лулу Лоури и Билл Лоури за «I Don’t Wanna Fight» | [ 7 ]         |
| 1995 | Брюс Спрингстин                                      | Филадельфия                                 | «Streets of Philadelphia»           | - Бетховен 2 – Кэрол Байер-Сейджер, Клифф Мэгнесс, и Джеймс Ингрэм за «The Day I Fall In Love» - Король Лев – Элтон Джон и Тим Райс за «Can You Feel the Love Tonight» - Король Лев – Элтон Джон и Тим Райс за «Circle of Life» - С почестями – Мадонна, Патрик Леонард, и Ричард Пейдж за «I’ll Remember» | [ 8 ]         |
| 1996 | Алан Менкен Стивен Шварц                             | Покахонтас                                  | «Colors of the Wind»                | - Плохие парни – Бэбифейс за «Someone to Love» - Толкачи – Брюс Хорнсби и Чака Хан за «Love Me Still» - Дон Жуан де Марко – Брайан Адамс, Майкл Кэймен, и Роберт Джон «Матт» Ланг – за «Have You Ever Really Loved a Woman?» - Повелитель страниц – Джеймс Хорнер, Барри Манн, и Синтия Вайль – за «Whatever You Imagine» | [ 9 ]         |
| 1997 | Дайан Уоррен                                         | Близко к сердцу                             | «Because You Loved Me»              | - Сабрина – Джон Уильямс, Алан Бергман и Мэрилин Бергман за «Moonlight» - В ожидании выдоха – Бэбифейс за «Exhale (Shoop Shoop)» - В ожидании выдоха – Бэбифейс за «It Hurts Like Hell» - В ожидании выдоха – Бэбифейс, Майкл Хьюстон и Уитни Хьюстон за «Count On Me» | [ 10 ]        |
| 1998 | Ар Келли                                             | Космический джем                            | «I Believe I Can Fly»               | - Воздушная тюрьма – Дайан Уоррен за «How Do I Live» - Мандела и де Клерк – Седрик Градус Самсон за «Father of Our Nation» - Один прекрасный день – Джад Фридман, Джеймс Ньютон Ховард и Аллан Дэннис Рич за «For the First Time» - Пища для души – Бэбифейс за «A Song for Mama» | [ 11 ]        |
| 1999 | Джеймс Хорнер Уилл Дженнингс                         | Титаник                                     | «My Heart Will Go On»               | - Армагеддон – Дайан Уоррен за «I Don’t Want to Miss a Thing» - Город ангелов – Аланис Мориссетт за «Uninvited» - Мулан – Мэттью Уайлдер и Дэвид Зиппель за «True to Your Heart» - Завтра не умрёт никогда – Шерил Кроу и Митчелл Фрум за «Tomorrow Never Dies» | [ 12 ]        |
| 2000 | Мадонна Уильям Орбит                                 | Остин Пауэрс: Шпион, который меня соблазнил | «Beautiful Stranger»                | - Приключения Флика – Рэнди Ньюман за «The Time Of Your Life» - Музыка сердца – Дайан Уоррен за «Music of My Heart» - Принц Египта – Стивен Шварц и Бэбифейс за «When You Believe» - Тарзан – Фил Коллинз за «You’ll Be in My Heart» | [ 13 ]        |
| 2001 | Рэнди Ньюман                                         | История игрушек 2                           | «When She Loved Me»                 | - Ангелы Чарли – Сэмюэл Барнс, Бейонсе Ноулз, Жан-Клод Оливье и Кори Руни за «Independent Women Part I» - Магнолия – Эйми Манн за «Save Me» - Человек на Луне – Питер Бак, Майк Миллз и Майкл Стайп за «The Great Beyond» - Вундеркинды – Боб Дилан за «Things Have Changed» | [ 14 ]        |
| 2002 | Джон Флэнсберг Джон Линнелл                          | Малкольм в центре внимания                  | «Boss of Me»                        | - Похождения императора – Дэвид Хартли и Стинг за «My Funny Friend and Me» - Военный ныряльщик – Брэндон Барнс, Брайан МакНайт за «Win» - Перл-Харбор – Дайан Уоррен за «There You’ll Be» - Крадущийся тигр, затаившийся дракон – Хорхе Каландрелли, Тань Дунь и Джеймс Шеймус за «A Love Before Time» | [ 15 ]        |
| 2003 | Рэнди Ньюман                                         | Корпорация монстров                         | «If I Didn’t Have You»              | - Тёмный сахар – Эрика Баду, Мадукву Чинва, Common, Роберт С. Озуна, Джеймс Пойзер, Рафаэл Садик и Глен Стендридж за «Love of My Life (An Ode to Hip-Hop)» - Властелин колец: Братство Кольца – Эния, Никки Райан и Рома Райан за «May It Be» - Человек-паук – Чед Крюгер за «Hero» - Ванильное небо – Пол МакКартни за «Vanilla Sky» | [ 16 ]        |
| 2004 | Кристофер Гест Юджин Леви Майкл МакКин               | Могучий ветер                               | «A Mighty Wind»                     | - Двойной форсаж – Лудакрис и Кейт МакМастерс за «Act a Fool» - Восьмая миля – Джефф Басс, Эминем и Луис Ресто за «Lose Yourself» - Чикаго – Фред Эбб и Джон Кандер за «I Move On» - Банды Нью-Йорка – U2 за «The Hands That Built America» | [ 17 ]        |
| 2005 | Энни Леннокс Говард Шор Фрэн Уолш                    | Властелин колец: Возвращение короля         | «Into the West»                     | - Холодная гора – Ти-Боун Бернетт и Элвис Костелло за «The Scarlet Tide» - Холодная гора – Стинг за «You Will Be My Ain True Love» - Шрек 2 – Дэвид Брайсон, Адам Дуритц, Дэвид Иммерглюк, Мэттью Мэлли и Дэн Викри за «Accidentally in Love» - Трио из Бельвилля (Les Triplettes de Belleville) – Бенуа Шаре и Сильвен Шоме за «Belleville Rendez-vous»                                                                                           | [ 18 ]        |
| 2006 | Глен Баллард Алан Сильвестри                         | Полярный экспресс                           | «Believe»                           | - Клиент всегда мёртв – Arcade Fire за «Cold Wind» - Чарли и шоколадная фабрика – Джон Огаст и Дэнни Эльфман за «Wonka's Welcome Song» - Элизабеттаун – Том Петти за «Square One» - Отель «Руанда» – Андреа Гуэрра, Вайклеф Жан и Уондер за «Million Voices» | [ 19 ]        |
| 2007 | Рэнди Ньюман                                         | Тачки                                       | «Our Town»                          | - Хроники Нарнии: Лев, колдунья и волшебный шкаф – Имоджен Хип за «Can't Take It In» - Неудобная правда – Мелисса Этеридж за «I Need to Wake Up» - Продюсеры – Мел Брукс за «There's Nothing Like a Show on Broadway» - Трансамерика – Долли Партон за «Travelin’ Thru» | [ 20 ]        |
| 2008 | Сида Гарретт Генри Кригер                            | Девушки мечты                               | «Love You I Do»                     | - Казино «Рояль» – Дэвид Арнольд и Крис Корнелл за «You Know My Name» - Делай ноги – Принс за «The Song of the Heart» - В диких условиях – Эдди Веддер за «Guaranteed» - Однажды – Глен Хансард и Маркета Ирглова за «Falling Slowly» | [ 21 ]        |
| 2009 | Питер Гэбриел Томас Ньюман                           | ВАЛЛ-И                                      | «Down to Earth»                     | - Пока не сыграл в ящик – Джон Мейер за «Say» - Зачарованная – Алан Менкен и Стивен Шварц за «Ever Ever After» - Зачарованная – Алан Менкен и Стивен Шварц за «That’s How You Know» - Взлёты и падения: История Дьюи Кокса – Джадд Апатоу, Маршалл Креншоу, Джейк Кэздан и Джон Си Райли за «Walk Hard» | [ 22 ]        |
| 2010 | Гулзар А. Р. Рахман Танви Шах                        | Миллионер из трущоб                         | «Jai Ho»                            | - Там, где живут чудовища – Карен О и Ник Зиннер за «All Is Love» - Сумерки – Джош Фарро, Хейли Уильямс и Тейлор Йорк за «Decode» - Кадиллак Рекордс – Иэн Денч, Джеймс Дринг, Аманда Гост, Бейонсе Ноулз, Скотт МакФарнон и Джоди Стрит за «Once in a Lifetime» - Рестлер – Брюс Спрингстин за «The Wrestler» | [ 24 ]        |
| 2011 | Райан Бингем Ти-Боун Бернетт                         | Сумасшедшее сердце                          | «The Weary Kind»                    | - Принцесса и лягушка – Рэнди Ньюман и Доктор Джон за «Down in New Orleans» - Аватар – Саймон Франглен, Кук Харрелл, Джеймс Хорнер и Леона Льюис за «I See You» - Настоящая кровь – Люсинда Уильямс и Элвис Костелло за «Kiss Like Your Kiss» - Тримей – Стив Эрл за «This City» | [ 25 ]        |
| 2012 | Алан Менкен Гленн Слейтер                            | Рапунцель: Запутанная история               | «I See the Light»                   | - Джастин Бибер: Никогда не говори никогда – Дайан Уоррен за «Born to Be Somebody» - Гриффины – Рон Джонс, Сет МакФарлейн и Дэнни Смит за «Christmastime Is Killing Us» - Медвежонок Винни и его друзья – Зоуи Дешанель за «So Long» - Свободные – Зак Браун, Уайатт Дурретт, Дрю Пирсон и Энн Превен за «Where The River Goes» - Бурлеск – Дайан Уоррен за «You Haven’t Seen the Last of Me»                                                      | [ 26 ]        |
| 2013 | Ти-Боун Бернетт Тейлор Свифт The Civil Wars          | Голодные игры                               | «Safe & Sound»                      | - Голодные игры – Ти-Боун Бернетт, Уин Батлер и Реджин Шассан за «Abraham's Daughter» - Храбрая сердцем – Mumford & Sons за «Learn Me Right» - Смэш – Марк Шейман и Скотт Уиттман за «Let Me Be Your Star» - Маппеты – Брэт МакКензи за «Man or Muppet» | [ 27 ]        |
| 2014 | Адель Эдкинс Пол Эпуорт                              | 007: Координаты «Скайфолл»                  | «Skyfall»                           | - Голодные игры: И вспыхнет пламя – Гай Берримен, Джонни Баклэнд, Уилл Чемпион и Крис Мартин за «Atlas» - Мой парень — псих – Дайан Уоррен за «Silver Lining (Crazy ’Bout You)» - Тихая гавань – Колби Кэйллат и Гевин ДеГро за «We Both Know» - Великий Гэтсби – Лана Дель Рей и Рик Ноуэлс за «Young and Beautiful» - Оранжевый — хит сезона – Регина Спектор за «You’ve Got Time»                                                               | [ 28 ]        |
| 2015 | Кристен Андерсон-Лопес Роберт Лопес                  | Холодное сердце                             | «Let It Go»                         | - Лего. Фильм – The Lonely Island, Джо Ли, и Шон Паттерсон за «Everything Is Awesome» - Хоббит: Пустошь Смауга – Эд Ширан за «I See Fire» - Глен Кэмпбелл: Я буду собой – Глен Кэмпбелл и Джулиан Рэймонд за «I’m Not Gonna Miss You» - Она – Спайк Джонз и Карен О за «The Moon Song» | [ 29 ]        |
| 2016 | Common Че Смит Джон Ледженд                          | Сельма                                      | «Glory»                             | - Пятьдесят оттенков серого – Белли, DaHeala, Стефан Моччио, и The Weeknd за «Earned It» - Пятьдесят оттенков серого – Илья Салманзаде, Саван Котеча, Макс Мартин, Туве Лу, и Али Паями за «Love Me Like You Do» - Форсаж 7 – Эндрю Седар, DJ Frank E, Уиз Халифа, и Чарли Пут за «See You Again» - Зона охоты – Леди Гага и Дайан Уоррен за «Til It Happens to You»                                                                               | [ 30 ]        |
| 2017 | Макс Мартин Shellback Джастин Тимберлейк             | Тролли                                      | «Can’t Stop the Feeling!»           | - Отряд самоубийц – Тайлер Джозеф за «Heathens» - Алиса в Зазеркалье – Оскар Холтер, Макс Мартин, P!nk и Shellback за «Just Like Fire» - Отряд самоубийц – Шаманн Кук, Сонни Мур и Уильям Робертс за «Purple Lamborghini» - Зверополис – Сиа Фёрлер и Stargate за «Try Everything» - Сноуден – Питер Гэбриел за «The Veil» | [ 31 ]        |
| 2018 | Лин-Мануэль Миранда                                  | Моана                                       | «How Far I’ll Go»                   | - Ла-Ла Ленд – Джастин Гурвиц, Пасек и Пол за «City of Stars» - На пятьдесят оттенков темнее – Джек Антонофф, Сэм Дью и Тейлор Свифт за «I Don’t Wanna Live Forever» - Лев – Грег Кёрстин и Сиа за «Never Give Up» - Маршалл – Common и Дайан Уоррен за «Stand Up for Something» | [ 32 ]        |
| 2019 | Леди Гага Марк Ронсон Энтони Россомандо Эндрю Уайатт | Звезда родилась                             | «Shallow»                           | - Чёрная пантера – Кендрик Дакворт, Солана Роу, Александр Уильям Шакбург, Марк Энтони Спирс и Энтони Тиффит за «All the Stars» - Назови меня своим именем – Суфьян Стивенс за «Mystery of Love» - Тайна Коко – Кристен Андерсон-Лопес и Роберт Лопес за «Remember Me» - Величайший шоумен – Пасек и Пол за «This Is Me» | [ 33 ]        |
| 2020 | Леди Гага Натали Хемби Хиллари Линдси Аарон Райтьер  | Звезда родилась                             | «I’ll Never Love Again»             | - Пышка – Долли Партон и Линда Перри за «Girl in the Movies» - Суспирия – Том Йорк за «Suspirium» - Король Лев – Бейонсе, Labrinth и Илья Салманзаде за «Spirit» - История игрушек 4 – Рэнди Ньюман за «The Ballad of the Lonesome Cowboy» | [ 34 ]        |
| 2021 | Билли Айлиш О’Коннелл Финнеас О’Коннелл              | Не время умирать                            | «No Time to Die»                    | - Кошки – Эндрю Ллойд Уэббер и Тейлор Свифт за «Beautiful Ghosts» - Вперёд – Брэнди Карлайл, Фил Хансерот и Тим Хансерот за «Carried Me With You» - Холодное сердце 2 – Кристен Андерсон-Лопес и Роберт Лопес за «Into the Unknown» - Гарриет – Джошуа Брайан Кэмпбелл и Синтия Эриво за «Stand Up» |               |
| 2022 | Бо Бернем                                            | Бо Бёрнем: Дома                             | «All Eyes on Me»                    | - Ванда/Вижн: эпизод 7 – Кристен Андерсон-Лопес и Роберт Лопес за «Agatha All Along» - Пинк: Всё, что я знаю на данный момент – Алиша Мур, Бендж Пасек и Джастин Пол за «All I Know So Far» - Иуда и чёрный мессия – Дернст Эмиль II, H.E.R. и Тиара Томас за «Fight for You» - Респект – Джейми Хартман, Дженнифер Хадсон и Кэрол Кинг за «Here I Am (Singing My Way Home)» - Одна ночь в Майами – Сэм Эшворт и Лесли Одом-младший за «Speak Now» | [ 35 ]        |
| 2023 | Лин-Мануэль Миранда                                  | Энканто                                     | «We Don't Talk About Bruno»         | - Король Ричард – Бейонсе Ноулз-Картер и DIXSON за «Be Alive» - Топ Ган: Мэверик – Майкл Такер и Стефани Джерманотта за «Hold My Hand» - Я краснею – Билли Айлиш О’Коннелл и Финнеас О’Коннелл за «Nobody Like U» - Там, где раки поют – Тейлор Свифт за «Carolina» - Королева-воин – Анжелика Киджо, Jeremy Lutito и Джесси Вилсон за «Keep Rising (The Woman King)»                                                                              | [ 36 ] [ 37 ] |
| 2024 | Билли Айлиш О’Коннелл и Финнеас О’Коннелл            | Барби                                       | «What Was I Made For?»              | - Барби – Айсис Найя Гастон, Эфрем Луис Лопес мл. и Оника Мараж за «Barbie World» - Барби – Кэролайн Айлин, Дуа Липа, Марк Ронсон и Эндрю Уайатт за «Dance the Night» - Барби – Марк Ронсон и Эндрю Уайатт за «I’m Just Ken» - Чёрная пантера: Ваканда навеки – Райан Куглер, Людвиг Йоранссон, Робин Фенти и Temilade Openiyi за «Lift Me Up» | [ 38 ] [ 39 ] |

## Заметки
1. ↑  Каждый год связан со статьей о премии Грэмми, проводимой в этом году.
2. ↑  «The Climb», написанная Джесси Александр[англ.] и Джоном Мэйбом и исполненная в фильме «Ханна Монтана: Кино», была первоначальна номинирована, но снята Walt Disney Records, потому что она не была написана специально для фильма, как того требуют правила категории. NARAS опубликовал заявление, в котором поблагодарил Disney за честность и объявил, что «The Climb» был заменен на «All Is Love», с пятым по величине первоначальным голосованием.[23]